# Santa Maria de Paüls
Santa Maria de Paüls és una església de Paüls (Baix Ebre) protegida com a bé cultural d'interès local.

## Descripció
L'edifici és situat a la part més alta del poble, al costat de les runes de la muralla d'un antic castell.

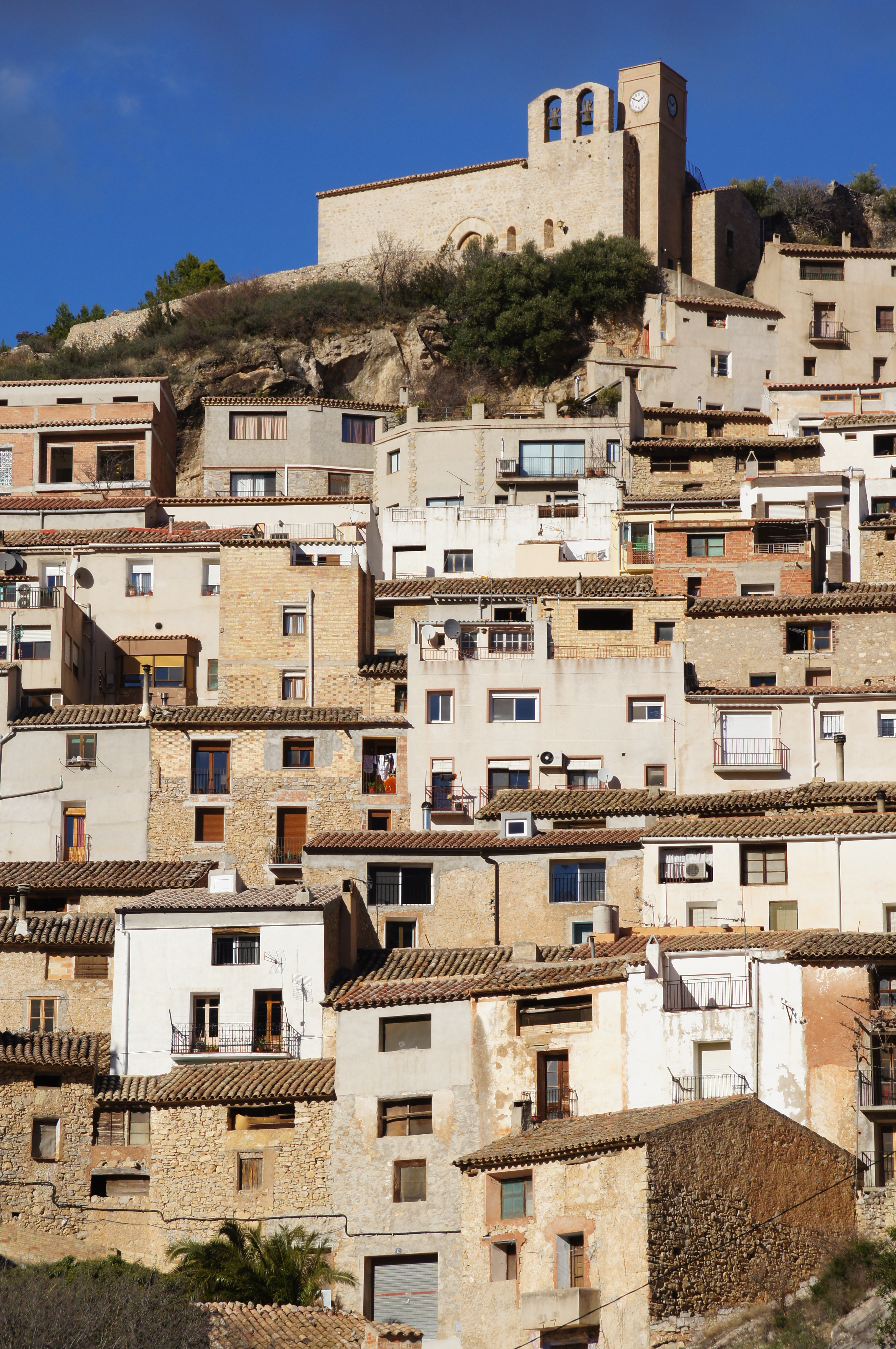
Panoràmica de Paüls amb l'antiga església parroquial de la Nativitat de Santa Maria a la part més alta de la població

És una construcció de maçoneria ordinària i d'espiga a prop de la base i carreus als buits i les cantonades. La porta a la façana principal té l'arc apuntat amb motllura a l'extradós, amb dues finestres de mig punt al costat (romàniques) i el relleu d'un escut invertit al muntant dret. A la façana posterior s'inscriu una porta amb arc de mig punt sense adorn i amb la inscripció "Domus Dei 1691". Té coberta de teula a dues vessants i espadanya de dos buits a una cantonada. Hi ha una petita esplanada davant de la porta principal, amb gran panoràmica i el poble als peus. L'interior consta d'una sola nau amb volta de mig punt (del primer gòtic). La sagristia és de volta d'aresta gòtica, petita i baixa, i amb quatre nervis amb clau treballada. A l'exterior, restes d'arc que tancava tot el recinte exterior de l'església, d'accés al castell. Té una torre amb un rellotge.

## Història
Fou una antiga mesquita, consagrada a finals del sgle XII, i fou l'església parroquial fins a mitjan segle xx.